# PDZRN3
PDZRN3‏ (PDZ domain containing ring finger 3) هوَ بروتين يُشَفر بواسطة جين PDZRN3 في الإنسان.